# Sankt-Elisabeth-Hospital Gütersloh
Das Sankt-Elisabeth-Hospital (Eigenschreibweise „Sankt Elisabeth Hospital“, umgangssprachlich im Raum Gütersloh „El(l)i-Hop“ genannt) ist ein katholisches Akutkrankenhaus in der ostwestfälischen Kreisstadt Gütersloh. Es ist akademisches Lehrkrankenhaus der Westfälischen Wilhelms-Universität Münster. Das Hospital versorgt jährlich rund 19.500 stationäre und 28.000 ambulante Patienten.
Im Juli 2015 fusionierte das Sankt-Elisabeth-Hospital rückwirkend zum 1. Januar 2015 mit dem Oelder Marienhospital zu einem gemeinnützigen Plankrankenhaus mit insgesamt 609 Betten und rund 1.370 Beschäftigten. Es werden insgesamt ca. 28.000 stationäre und 40.000 ambulante Patienten versorgt. Das neue Krankenhaus mit den drei Standorten in Gütersloh, Oelde und Harsewinkel ist das größte Krankenhaus in den Kreisen Gütersloh und Warendorf.

## Träger, Kooperationen und Mitgliedschaften
Gesellschafter der Sankt Elisabeth Hospital GmbH sind die katholische Kirchengemeinde St. Pankratius in Gütersloh (77,6 %), die Stiftung Marienhospital Oelde (20 %) und die CURA Beratungs- und Beteiligungsgesellschaft mbH mit Sitz in Dortmund (2,4 %).
Das Sankt-Elisabeth-Hospital ist Mitglied im Katholischen Krankenhausverband, in der Krankenhausgesellschaft Nordrhein-Westfalen, im Caritasverband für die Erzdiözese Paderborn und im Zweckverband freigemeinnütziger Krankenhäuser Münsterland und Ostwestfalen.
Am 1. Juli 2022 schlossen sich das Franziskus Hospital Bielefeld, das Mathilden-Hospital Herford, das Sankt-Elisabeth-Hospital Gütersloh, das Sankt-Vinzenz-Hospital Rheda-Wiedenbrück, das Marienhospital Oelde und das Sankt-Lucia-Hospital Harsewinkel zur Katholischen Hospitalvereinigung Ostwestfalen gGmbH (KHO) mit Sitz in Bielefeld zusammen. Durch die enge Zusammenarbeit der sechs Krankenhäuser werden Investitions- und Grundsatzfragen in gemeinsamer Abstimmung von Verwaltungsrat und Geschäftsführung festgelegt. Auch bei der Aus- und Weiterbildung der insgesamt über 3200 Mitarbeiterinnen und Mitarbeiter wird eng zusammengearbeitet.

## Kliniken
Das Sankt-Elisabeth-Hospital gliedert sich in folgende 15 Kliniken und Abteilungen:
- Allgemein-, Viszeral- und Thoraxchirurgie
- Unfallchirurgie
- Orthopädie
- Physiotherapie
- Geburtshilfe
- Gynäkologie
- Anästhesie
- Innere Medizin
- Pneumologie
- Schlaflabor
- Nephrologie/Dialyse
- Neurologie
- Geriatrie
- Plastische-, Ästhetische- und Handchirurgie
- Augenheilkunde
- Radiologie / Neuroradiologie

Das Marienhospital Oelde gliedert sich in folgende Kliniken und Abteilungen: 
- Medizinische Klinik
- Geriatrie
- Allgemein- und Viszeralchirurgie
- Unfallchirurgie
- Plastische-, Ästhetische- und Handchirurgie
- Anästhesie
- Geburtshilfe
- Gynäkologie
- Urologie
- Hals-, Nasen-, Ohrenheilkunde

## Geschichte
Das katholische Sankt-Elisabeth-Hospital geht auf eine 1894 eröffnete Pflegestation der Armen Franziskanerinnen aus Olpe im ehemaligen Pfarrhaus gegenüber der Apostelkirche zurück. Bis dahin gab es in Gütersloh nur das Evangelische Krankenhaus.

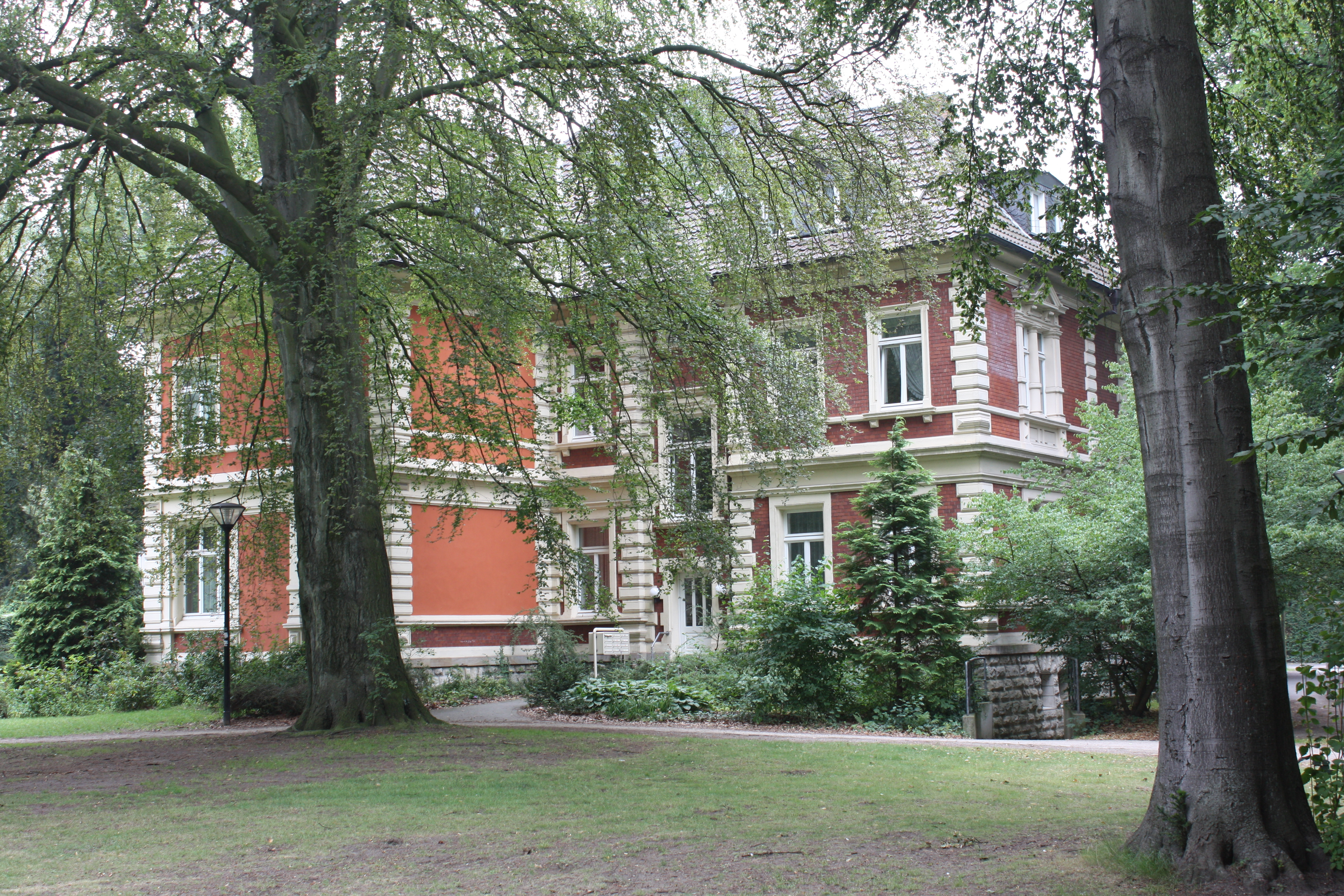
Gehörte zeitweise zum Sankt-Elisabeth-Hospital: das Josefshaus gegenüber der Weberei

1900 wurde das Gebäude um zusätzliche Krankenzimmer, ein Ärztezimmer, einen Operationssaal und zwei Teeküchen, 1904 um eine Isolierbaracke erweitert. Zu diesem Zeitpunkt besaß das konfessionelle Krankenhaus 26 Betten, die den ortsansässigen Ärzten für ihre Patienten zur Verfügung standen. Im Lauf der Zeit wurden das benachbarte sogenannte Josefshaus und das Annaheim in das Krankenhaus eingegliedert.
Gegen Ende des Zweiten Weltkriegs wurde das Krankenhaus stark zerstört. 1946 trat die neben dem Gebäude fließende Dalke über die Ufer, wodurch das Hospital starke Hochwasserschäden erlitt. Schon Ende der 1960er Jahre beschloss die Kirchengemeinde wegen der ausgeschöpften Erweiterungsmöglichkeiten in der Gütersloher Innenstadt den kompletten Neubau des Krankenhauses im Stadtteil Spexard. Dieser Neubau an der Grenze zu Kattenstroth konnte 1985 nach vierjähriger Bauzeit bezogen werden und verfügte über 326 Betten.
1981 übernahm das Sankt-Elisabeth-Hospital das St.-Lucia-Hospital in Harsewinkel, eine Klinik für Geriatrie. Seit 2008 wird das Krankenhaus als GmbH geführt. 2015 folgte die Fusion mit dem Marienhospital Oelde.
Seit 2010 betreibt das Sankt-Elisabeth-Hospital werktags in der Zeit von 7 bis 21 Uhr ein Notarzteinsatzfahrzeug, das rund dreimal täglich ausrückt. Ende Oktober 2012 eröffnete das neue Ärztehaus, das sogenannte Elisabeth-Carrée, das für 14 Millionen Euro auf einer Fläche von fast 11.000 m² entstand.